# تونگیر
تونگیر (روسی: Тунгир) یک رودخانه در سرزمین زابایکالسکی کشور روسیه است.